# Skyrunner World Series 2009
Navigation
2008 2010
Le Skyrunning World Series 2009 est la huitième édition du Skyrunner World Series, compétition internationale de Skyrunning fondée en 2002 par la Fédération internationale de skyrunning. 

## Programme
| Nom de la course                    | Pays        | Date              | Vainqueur       | Vainqueure        |
| ----------------------------------- | ----------- | ----------------- | --------------- | ----------------- |
| SkyRace Mexiquense Nevado de Toluca | Mexique     | 8 mars 2009       | Tomás Pérez     | Irene Vazquez     |
| Irazú SkyRace                       | Costa Rica  | 18 avril 2009     | Ricardo Mejía   | Emanuela Brizio   |
| Zegama-Aizkorri                     | Espagne     | 24 mai 2009       | Ricky Lightfoot | Emanuela Brizio   |
| Circuito dos 3 Cantaros SkyRace     | Portugal    | 31 mai 2009       | Aires Sousa     | Rosa Madureira    |
| SkyRace Valmalenco-Valposchiavo     | Suisse      | 7 juin 2009       | Robert Krupička | Anna Pichrtová    |
| SkyRace Andorra                     | Andorre     | 28 juin 2009      | Kílian Jornet   | Emanuela Brizio   |
| Monte Rosa SkyMarathon              | Italie      | 12 juillet 2009   | Fulvio Dapit    | Emanuela Brizio   |
| Giir di Mont                        | Italie      | 26 juillet 2009   | Kílian Jornet   | Stéphanie Jiménez |
| Chaberton Marathon                  | France      | 2 août 2009       | Jokin Lizeaga   | Maud Giraud       |
| Avila SkyRace                       | Venezuela   | 9 août 2009       | Lubín Arocha    | Rosa Méndez       |
| Pikes Peak Marathon                 | États-Unis  | 16 août 2009      | Matt Carpenter  | Anita Ortiz       |
| Mount Ontake SkyRace                | Japon       | 30 août 2009      | Toru Miyahara   | Yasuko Nomura     |
| Ben Nevis Race                      | Royaume-Uni | 5 septembre 2009  | Rob Jebb        | Mireia Miró       |
| Puyada Oturia                       | Espagne     | 27 septembre 2009 | Tofol Castañer  | Esther Gil        |
| Mount Kinabalu Climbathon           | Malaisie    | 24 octobre 2009   | Kílian Jornet   | Emanuela Brizio   |